# Болетові
Болетові (Boletaceae) — родина базидіомікотових грибів порядку болетальних (Boletales).
Ростуть болетові гриби найчастіше на ґрунті в лісах, рідше в тундрі, на деревині і як паразити на інших грибах. Плодові тіла більшості болетових грибів їстівні, і їх вживають у їжу.

## Опис
Плодові тіла болетових грибів у морфологічному відношенні досить одноманітні. Всі вони не тільки однорічні, а й ефемерні, ростуть всього кілька діб, м'ясисті, складаються з капелюшка та центральної, рідше ексцентричної ніжки. Поверхня капелюшка може бути гладкою, хвилястою, зморшкуватою, сухою або вологою. Внизу капелюшка міститься трубчастий гіменофор, що зазвичай легко відокремлюється від тканини капелюшка, відкритий з самого початку розвитку або рідше закритий.
Пори трубочок правильної, округлої форми, іноді незграбні. Споровий порошок жовтуватий, жовтувато-зелений, жовто-коричневий, оливково-коричневий, оливковий, вохряно-жовтий, рожевий, червонуватий або бурий.

## Поширення
Представники родини поширені по всіх континентах, окрім Антарктиди. Переважна більшість виростає в лісах помірних широт Євразії та Північної Америки. Невелике число видів зустрічається в арктичній тундрі.

## Використання
Плодові тіла більшості видів болетових грибів їстівні для людини. Найвідоміший і цінний представник болетових грибів — це білий гриб, далі по цінності йдуть підосичник, підберезовик, маслюк, моховик та ін.
Отруйних в прямому сенсі серед болетових грибів немає. Деякі види бувають неїстівні внаслідок неприємного смаку і запаху. Бувають випадки отруєння старими грибами і грибами, зібраними поблизу великих заводів, у передмістях великих міст, уздовж автомагістралей.

## Класифікація
Рід містить 787 видів у 35 родах

:
| Рід              | Автор                                                 | Рік  | # к-сть видів | Поширення                        |
| ---------------- | ----------------------------------------------------- | ---- | ------------- | -------------------------------- |
| Afroboletus      | Pegler & T.W.K.Young                                  | 1981 | 7             | тропічна Африка                  |
| Aureoboletus     | Pouzar                                                | 1957 | 5             | широко поширений                 |
| Australopilus    | Halling & Fechner                                     | 2012 | 1             | Австралія                        |
| Austroboletus    | Wolfe                                                 | 1980 | ~30           | Америка, Австралазія             |
| Boletellus       | Murrill                                               | 1909 | ~50           | широко поширений                 |
| Boletochaete     | Singer                                                | 1944 | 3             | Африка, Пд.-Сх.Азія              |
| Boletus          | Fr.                                                   | 1821 | ~300          | широко поширений                 |
| Borofutus        | Hosen & Zhu L.Yang                                    | 2012 | 1             | Бангладеш                        |
| Bothia           | Halling, T.J.Baroni, & Binder                         | 2007 | 1             | Північна Америка                 |
| Buchwaldoboletus | Pilát                                                 | 1962 | 3             | Європа, Австралія                |
| Butyriboletus    | D.Arora & J.L. Frank                                  | 2014 | 18            | широко поширений                 |
| Chalciporus      | Bataille                                              | 1908 | 25            | широко поширений                 |
| Chamonixia       | Rolland                                               | 1899 | 8             | широко поширений                 |
| Corneroboletus   | N.K.Zeng & Zhu L.Yang                                 | 2012 | 1             | Сінгапур; Малайзія; Китай        |
| Fistulinella     | Henn.                                                 | 1901 | 15            | пантропічний                     |
| Gastroboletus    | Lohwag                                                | 1962 | 13            | широко поширений                 |
| Gastroleccinum   | Thiers                                                | 1989 | 1             | Північна Америка                 |
| Harrya           | Halling, Nuhn & Osmundson                             | 2012 | 2             | Азія, Пн. та Ц.Америка           |
| Heimioporus      | E.Horak                                               | 2004 | ~15           | широко поширений                 |
| Heliogaster      | (Kobayasi) Orihara & Iwase                            | 2010 | 1             | Японія                           |
| Hemileccinum     | Šutara                                                | 2008 | 2             |                                  |
| Leccinellum      | Bresinsky & Manfr. Binder                             | 2003 | 10            | широко поширений                 |
| Leccinum         | Gray                                                  | 1821 | ~75           | широко поширений                 |
| Mycoamaranthus   | Castellano, Trappe & Malajczuk                        | 1992 | 3             | Австралазія; Африка, Пд.-Сх.Азія |
| Notholepiota     | E.Horak                                               | 1971 | 1-2           | Європа, Нова Зеландія            |
| Octaviania       | Vittad.                                               | 1831 | 15            | широко поширений                 |
| Paxillogaster    | E.Horak                                               | 1966 | 1             | Південна Америка                 |
| Phylloboletellus | Singer                                                | 1952 | 1             | Центральна та Південна Америка   |
| Phyllobolites    | Singer                                                | 1942 | 1             | Південна Америка                 |
| Phylloporus      | Quel.                                                 | 1888 | ~50           | широко поширений                 |
| Pseudoboletus    | Šutara                                                | 1991 | 2             | північні помірні райони          |
| Pulveroboletus   | Murrill                                               | 1909 | 25            | широко поширений                 |
| Retiboletus      | Manfr. Binder & Bresinksy                             | 2002 | 5             | північні помірні райони          |
| Rhodactina       | Pegler & T.W.K.Young                                  | 1989 | 1             | Індія                            |
| Rossbeevera      | T.Lebel & Orihara                                     | 2011 | 9             | Азія, Австралія                  |
| Royoungia        | Castellano, Trappe & Malajczuk                        | 1992 | 1             | Австралія                        |
| Setogyroporus    | Heinem. & Rammeloo                                    | 1999 | 1             | тропічна Африка                  |
| Singeromyces     | M.M.Moser                                             | 1966 | 1             | Аргентина                        |
| Sinoboletus      | M.Zang                                                | 1992 | 10            | Китай                            |
| Solioccasus      | Trappe, Osmundson, Manfr.Binder, Castellano & Halling | 2013 | 1             | Австралазія                      |
| Spongiforma      | Desjardin, Manf. Binder, Roekring & Flegel            | 2009 | 2             | Таїланд; Малайзія                |
| Strobilomyces    | Berk.                                                 | 1851 | ~20           | широко поширений                 |
| Sutorius         | Halling, Nuhn & Fechner                               | 2012 | 3             | широко поширений                 |
| Tubosaeta        | E.Horak                                               | 1967 | 5             | Африка; Азія                     |
| Tylopilus        | P.Karst                                               | 1881 | ~75           | широко поширений                 |
| Veloporphyrellus | L.D.Gómez & Singer                                    | 1984 | 1             | Центральна Америка               |
| Wakefieldia      | Corner & Hawker                                       | 1952 | 2             | Азія; Європа                     |
| Xanthoconium     | Singer                                                | 1944 | 7             | широко поширений                 |
| Xerocomellus     | Šutara                                                | 2008 | 12            | Пн.,Пд.Америка, Європа           |
| Xerocomus        | Quel                                                  | 1887 | >20           | широко поширений                 |
| Zangia           | Yan C.Li & Zhu L.Yang                                 | 2011 | 6             | Китай                            |